# Тънък саламандър
Тънкият саламандър (Plethodon richmondi) е вид земноводно от семейство Plethodontidae.

## Разпространение
Видът е разпространен в САЩ.